# Можаровский, Борис Александрович

Можаровский Борис Александрович, памятник на могиле

Борис Александрович Можаровский (1882—1948) — советский учёный-геолог, лауреат Сталинской премии (1946), доктор геолого-минералогических наук (1938), профессор Саратовского государственного университета имени Н. Г. Чернышевского.
Родился 25 мая (6 июня) 1882 г. в Казани, сын инспектора народных училищ. Детские годы провел в г. Вольск Саратовской губернии.
В 1893—1899 гг. учился в Саратовской гимназии, откуда был исключен за «вольные стишки, высмеивающие гимназические порядки». Окончил Тамбовскую гимназию (1891) и в 1902 г. поступил на медицинский факультет Московского университета. В 1904 г. перевёлся на геологический факультет, где учился у профессора Алексея Петровича Павлова.
В 1909 году после окончания университета начал работать гидрогеологом в Тульском губернском земстве.
В 1914 г. министерством земледелия был направлен на работу в 1-ю Поволжскую изыскательско-строительную партию в Саратов.
В 1918 году вернулся в Москву и поступил на должность начальника геологического сектора Управления водного хозяйства Комитета государственных сооружений. С 1919 г. заведующий кафедрой геологии и гидрогеологии Горецкого сельскохозяйственного института (Белоруссия).
С 1923 года и до конца жизни — профессор, с 1935 заведующий кафедрой геологии Саратовского университета.
На основе личного участия в экспедициях в 1928 году опубликовал монографию «Геологические и гидрогеологические исследования на Юге-Востоке СССР».
В 1935 году основал при университете научно-исследовательский институт геологии и был его первым директором.
В 1939 году по его рекомендациям и при его участии в качестве консультанта в Саратовском Поволжье начались поиски нефти и газа. Первое газовое месторождение было открыто в октябре 1941 года.
Борис Александрович Можаровский умер 14 сентября 1948 г. в Саратове.
Сталинская премия 1946 года — за открытие и исследование Елшанского газового месторождения близ Саратова.
Награждён орденами Трудового Красного Знамени, Красной Звезды и медалью «За доблестный труд в Великой Отечественной войне 1941—1945 гг.».